# Jean-Jacques N'Domba
Jean-Jacques N'Domba (Pointe-Noire, República del Congo, 1954 - Troyes, 15 de octubre de 2024) fue un futbolista congoleño que jugaba en la posición de centrocampista.

## Carrera

### Club
| Periodo   | Club                |
| --------- | ------------------- |
| 1974–1982 | Étoile du Congo     |
| 1982–1984 | Olympique Marseille |
| 1984–1986 | Le Puy              |
| 1986–1988 | Lyon                |
| 1988–1991 | Chamois Niortais FC |
| 1991–1992 | Poitiers FC         |

### Selección nacional
Jugó para República del Congo en 35 ocasiones de 1974 a 1992 y anotó 8 goles; participó en dos ediciones de la Copa Africana de Naciones.

## Logros
- Primera División del Congo (3): 1978, 1979, 1980
- Coupe de la Ligue du Centre-Ouest (2): 1989, 1990